# Carl Gustaf Lindström (1818–1893)
Carl Gustaf Lindström, född 8 april 1818, död den 14 april 1893, var en svensk skådespelare.

## Biografi
Lindström tog sina första steg på teaterbanan 1842, då han anställdes vid Anders Peter Berggrens sällskap. Han tillhörde sedan landsortsteatern till 1854, då han fick engagemang vid Johan Willehad Weselius trupp, som spelade på Södra Teatern i Stockholm. Sedan den gamla teatern brunnit ner 1857 och den nuvarande Södra Teatern byggdes fortsatte Lindström under växlande direktörer på samma scen, där hans godmodiga komik bidrog till stora framgångar för stycken som Oldtgesällen, Bror Jonathan, Ett Stockholmsgeni, Diplomaten mot sin vilja, Storhertiginnan af Gerolstein, Sköna Helena, Resan till Kina, Slutbalen, Anna Stinas illusioner, Himmel och underjord, Aldrig för sent, Min Leopold, Hr Larssons pariserfärd, Spanske konsuln, Studenterne, Kamrer Petterssons nyårsvisiter, Strid och seger, Flickan i Stadsgården, Hrr Dunanans resa, Hemkomsten, Herre, var så god tag bort er dotter!, Farbrors nattrock, Kapten Grant och hans barn, Konst och natur, De röda fruarna samt många andra stycken.